# Kumba
A Kumba a sugarasúszójú halak (Actinopterygii) osztályának a tőkehalalakúak (Gadiformes) rendjébe, ezen belül a hosszúfarkú halak (Macrouridae) családjába tartozó nem.

## Rendszerezés
A nembe az alábbi 8 faj tartozik:
- Kumba calvifrons Iwamoto & Sazonov, 1994
- Kumba dentoni Marshall, 1973 - típusfaj
- Kumba gymnorhynchus Iwamoto & Sazonov, 1994
- Kumba hebetata (Gilbert, 1905)
- Kumba japonica (Matsubara, 1943)
- Kumba maculisquama (Trunov, 1981)
- Kumba musorstom Merrett & Iwamoto, 2000
- Kumba punctulata Iwamoto & Sazonov, 1994